# Saša Matić

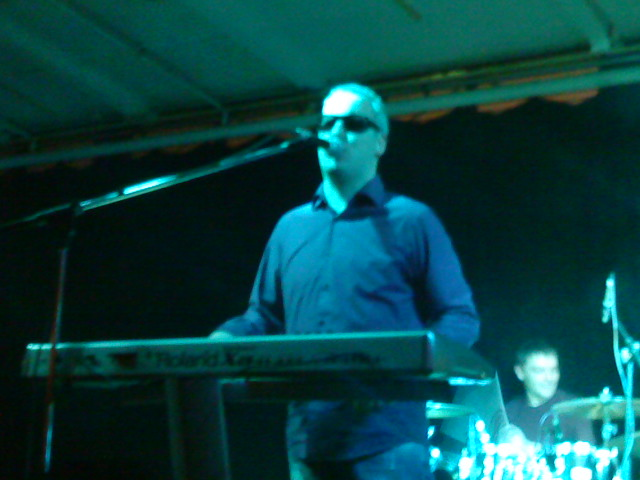
Saša Matić (2010)

Aleksandar „Saša“ Matić (* 26. April 1978 in Drvar, Jugoslawien) ist ein bosnischer Folksänger. Saša und sein ebenfalls singender Zwillingsbruder Dejan Matić sind als Frühgeburten einige Tage nach ihrer Geburt erblindet.

## Leben und Karriere
Matić begann sehr früh zu singen. Er ging oft zu Konzerten der Band Riblja čorba. Während des Bosnienkrieges zog er mit seiner Familie nach Belgrad, wo er Klavier spielen lernte. Drei Jahre arbeitete er in einem Club in der serbischen Hauptstadt. 1994 wurde er bei einem Konzert des Sängers Ratko Jovanović entdeckt, als er auf die Bühne gerufen wurde und das Lied Zajdi Zajdi sang.
2001 erschien sein erstes Album Prokleta je violina. 2003 gewann er beim Budva Festival in Montenegro den Wettbewerb mit dem Song Moj Grad. Zu den bekannten bosnischen Volksliedern, die er interpretiert, zählt auch Moj dilbere (Mein Geliebter).
Matić ist verheiratet und hat zwei Töchter.

## Diskografie

### Alben
- 2001: Prokleta je violina
- 2002: Otišao vratio se
- 2003: Zbogom ljubavi
- 2005: Anđeo čuvar
- 2007: Poklonite mi nju za rođendan
- 2010: Nezaboravne
- 2011: X zajedno
- 2015: Zabranjena ljubav
- 2017: Ne bih ništa menjao
- 2021: Dva života

### Live-Alben
- 2004: Live
- 2016: Live - Arena 2016

### EPs
- 2021: 2021

### Singles (Auswahl)
| - 2001: Maskara - 2002: Kad Ljubav Zakasni - 2003: Nije Ovo Moja Noć - 2003: Neke Ptice Nikad Ne Polete - 2003: Ne Zovi Ne Piši - 2004: Ne smem da se zalijubim u tebe (mit Jelena Karleuša) - 2005: Ko Te Ljubi Ovih Dana - 2005: Ruzmarin - 2005: Kralj Izgubljenih Stvari - 2005: Reskiraj - 2005: Pravi Se - 2007: Poklonite mi nju za rođendan - 2007: Samo Ovu Noć - 2007: Sve Je Na Prodaju - 2010: Mešaj Mala (mit Rada Manojlović) - 2011: Ja Se Ne Predajem - 2011: Noći U Sibiru | - 2014: More Tuge (mit Severina) - 2015: Nađi Novu Ljubav - 2015: Lagala Je Grade - 2015: Sto Svirača - 2015: Zver (mit Ministarke) - 2015: Milo Moje - 2017: Idemo Anđele - 2017: Sve Bih Ja I Ti - 2017: Prejako - 2017: Da Me Je Ona Volela (mit Aca Lukas & Mile Kitić) - 2017: Lazov notorni (mit Ceca) - 2018: Ko Si Ti (mit Aleksandra Prijović) - 2021: Oko moje (mit Milica Pavlović) - 2021: Ti I Ja (mit Jelena Rozga) - 2022: Nekada i sad (mit Željko Samardžić) - 2023: Prevaranti (mit Nataša Bekvalac) |